# 파괴자 모랜트 (영화)
《파괴자 모랜트》는 브루스 베레스포드 감독의 1980년 호주 영화로 보어전쟁을 다룬 영화이다. 생존자 위튼이 쓴 제국의 희생양(1949)을 바탕으로 하였다.

## 줄거리
호주출신 모란트 중위는 호주 제일의 야생마 조련사(Breaker)로 남아프리카 보어전쟁에 대영제국 일원으로 호주에서 차출되어 참가한다. 전쟁도중 여러 살인을 저지르게 되고 국제정치의 소용돌이 속에 그는 군사재판을 통해 사형당한다.

## 출연

### 주연
- 에드워드 우드워드
- 잭 톰슨
- 존 워터스

### 조연
- 브라이언 브라운

## 참고 문헌
- 00년 10월 12일 동아일보 안경환교수의 법과 영화사이- 조련사 모란트 보관됨 2005-03-24 - 웨이백 머신